# Славгород (Беларусь)
Сла́вгород (бел. Слаўгарад; до 23 мая 1945 — Пропойск, бел. Прапойск) — город в Беларуси, административный центр Славгородского района Могилёвской области. Узел автодорог на Могилёв, Рогачёв, Чериков. Пристань на реке Сож.
Численность населения — 7 647 человек (на 1 января 2025 года).
В 2016 году Славгород отметил 880-летие.

## География
Расположен на месте впадения реки Проня в Сож, в 58 км от Кричева, в 76 км от Могилёва.

## Этимология
До 1945 года Славгород носил название Пропойск. Название Прупой, Пропой изначально относилось к водному участку, где река Проня сливалась с Сожем. Слово пропой означает «сильный водоворот, образующийся при слиянии рек» (в частности, при впадении Прони в Сож). Рядом располагалось поселение, которое, как и протока, носило название «Прупой». В дальнейшем название города, как и должно быть в подобных случаях (когда наименование образуется от обозначений речек или участков реки), использовалось с суффиксом -ск — Пропойск. По популярной легенде переименован в связи с присвоением дивизии, освобождавшей город, звания гвардейской, наименование «Гвардейская Пропойская дивизия» оказалось неблагозвучным. Но никаких военных подразделений и соединений с названиями «Пропойский» или «Славгородский» никогда не существовало, а легенда появилась, вероятно, на основании мемуаров Горбатова. По другой легенде, новое имя Пропойску — Славгород — лично дал Сталин, вписав его в список городов, в честь которых давали салют Победы в Москве. Сталин якобы решил, что «Пропойск» — не слишком благозвучное для такого исторического момента название. Однако переименование произошло только через полтора года после освобождения рабочего поселка Пропойск, вероятно в связи с возвращением ему статуса города.
Название «Славгород» было присвоено несмотря на то, что одноимённый город с 1914 года уже существовал на Алтае, а одноимённый посёлок с 1938 года — в Днепропетровской области Украинской ССР.

## Геральдика
Герб и флаг учреждены Указом Президента Республики Беларусь 3 января 2005 года № 1 и зарегистрированы в Государственном геральдическом регистре Республики Беларусь 6 января 2005 года № Б-35 и № Б-36. Утверждены решением Славгородского районного Совета депутатов от 27 декабря 2001 года № 14-10.

## История
С X века территория, на которой на мысу у впадения в реку Сож её притока Проня возникло давшее начало Пропойску поселение, была в составе Киевской Руси. Первая запись о поселении на месте города датируется 1136 годом. В 1197 году укреплённое деревянно-земляными оборонительными стенами поселение (древние названия — Прупой, Пропошек, Прупошеск, Пропошеск) в составе удельного Мстиславского княжества было присоединено князем Мстиславом Романовичем к Смоленскому княжеству.
В 1359 году Мстиславское княжество было присоединено литовским князем Ольгердом к Литовскому княжеству. В списке русских городов дальних и ближних конца XIV века Пропойск числился среди принадлежавших ранее киевским князьям городов, переданных литовскому князю Скиргайло.
Пропойск неоднократно был разоряем военными действиями — во время восстания С. Наливайко (1595), в период войны России и Речи Посполитой (1654—1667), в годы Северной войны (1700—1721).
Был административным центром Пропойского староства. В Пропойске в 1607 году впервые появился Лжедмитрий II, где был схвачен как лазутчик. На 1690 год в местечке 3 церкви: Пречистенская, Святого Николая и Святого Юрия. В 1708 году недалеко от Пропойска русскими войсками был разбит корпус шведского генерала Левенгаупта.
После первого раздела Речи Посполитой (1772) отошёл к Российской империи и был подарен Екатериной II князю А. М. Голицыну.
Ранее город был портовым, о чём символизировал якорь на старом гербе города, но с 2005 года герб был изменён, теперь на нём изображен золотой памятник, воздвигнутый в честь победы русских войск в 1708 году у деревни Лесная. В 1851 году через Пропойск прошло Московско-Варшавское шоссе.
В 1897 году в местечке Пропойск насчитывалось 618 дворов, 4531 житель. Имелись 3 канатных завода, 10 кузниц, 4 мельницы, 3 круподёрки,10 маслобоен, пароходная пристань, почтово-телеграфная станция, хлебозапасный магазин, 80 лавок, 3 корчмы, 3 заездных дома и 2 церкви. Он был волостным центром в Быховском уезде Могилёвской губернии. В 1913 году действовала 1-классная женская двухкомплектная церковно-приходская школа.
В 1922 году действовала семилетняя школа.
С 27 сентября 1938 — городской посёлок, с 23 мая 1945 — вновь город.
В годы Великой Отечественной войны 15 июля 1941 года захвачен немецкими войсками, после чего в течение всего июля советские войска безуспешно пытались отвоевать город. Освобожден 25 ноября 1943 года войсками 3-й и 50-й армий Белорусского фронта.

Командир 362-й дивизии, высокий, полный генерал В. Н. Далматов, хороший командир и прекрасный товарищ, донося мне на третий день о занятии села Рудня, поставил необычное условие:
— Город Пропойск не входит в полосу нашей армии, но мы можем им овладеть при условии, что вы не будете возбуждать ходатайства о присвоении дивизии наименования Пропойской.
Конечно, я ему это обещал, и в тринадцать часов того же дня дивизия овладела городом Пропойск, а к исходу дня заняла деревни Шеломы и Ржавка.
20 октября 1995 года административные единицы Славгородский район и город Славгород, имеющие общий административный центр, объединены в одну административную единицу — Славгородский район.
В 2025 году в связи с празднованием 80-й годовщины Победы советского народа в Великой Отечественной войне, а также в целях увековечивания подвига воинов Красной армии, трудящихся, партизан и подпольщиков Славгород награжден вымпелом «За мужнасць і стойкасць у гады Вялікай Айчыннай вайны» (Указ Президента Республики Беларусь от 8 апреля 2025 года № 144).

## Демография
Численность населения — 7 647 человек (на 1 января 2025 года). Численность населения — 7840 человек (на 1 января 2023 года).
| Численность населения с 1897 года:                                                              |
| Графики недоступны из-за технических проблем. См. информацию на Фабрикаторе и на mediawiki.org. |

| Год            | 1897 | 1939  | 1959  | 1970  | 1979  | 1989  | 2006  | 2018  | 2023   | 2025   |
| -------------- | ---- | ----- | ----- | ----- | ----- | ----- | ----- | ----- | ------ | ------ |
| Население чел. | 1000 | ▲4712 | ▲6556 | ▼5592 | ▲7095 | ▲8127 | ▼8114 | ▲7826 | ▲7 840 | ▼7 647 |

По данным переписи 1939 года, в Пропойске проживали 3351 белорус (71,1 %), 1038 евреев (22 %), 282 русских (6 %), 29 украинцев.

## Экономика

### Промышленность
В городе работают следующие предприятия:
- Производственный цех ОАО «Красный пищевик»
- Производственный цех ОАО «Бабушкина Крынка» (сыродельный завод), также около 15 фермеров занимаются производством разных видов сыра[33].
- Предприятие по производству хлеба, хлебобулочных изделий Славгородского РайПО (хлебозавод)

## Образование
В Славгороде действуют 2 средние, музыкальная и детско-юношеская спортивная школы.
Славгородский государственный колледж (ранее-профессиональный лицей) — филиал Кричевского профессионального агротехнического колледжа. Осуществляет обучение трактористов-машинистов сельскохозяйственного производства, слесарей по ремонту сельскохозяйственной техники, водителей категории C, каменщиков, электромонтёров.

## Культура
В Славгороде действует районный историко-краеведческий музей, в котором собрано 806 музейных предметов основного фонда (2016 год). В 2016 году музей посетили 2,2 тыс. человек, в 2015 году — 1,4 тыс. человек.

## События и мероприятия
- В 2016 году Славгород отметил 880-летие[4].
- 2 июня 2019 года Славгород принял эстафету огня II Европейских игр
- В 2022 году прошёл областной фестиваль «Дажынкi»

## Достопримечательности
- Городище Прупой (Пропошеск). Расположено возле правого берега реки Сож, на территории современного городского парка. До наших дней сохранились остатки вала и рва, возведённых в XII веке. К северу от городища прослеживаются следы неукреплённого посада. Верхняя часть культурного слоя содержит предметы времён Древнерусского государства (гончарную керамику, стеклянные браслеты), а более глубокие — материалы эпох железного века и неолита[37].
- Ансамбль церкви Рождества Пресвятой Богородицы: церковь (фрески в интерьере церкви), звонница, церковно-приходская школа (ул.Ленинская, 9 (инв. № 734/С-15967); фундамент тёплой церкви[38]; бывший жилой дом (ул.Ленинская, 9/1 (инв. № 734/С-16058); фрагменты бывшего жилого дома —  Историко-культурная ценность Республики Беларусь, шифр 512Г000519. Построена в 1791—1793 гг. князем Алексеем Михайловичем Голицыным в стиле классицизма. Интерьер украшен иконостасом, живописью и великолепными фресками, в которых изначально насчитывалось 57 сюжетов Ветхого и Нового Заветов[39]. Для участия в строительстве храма были приглашены знаменитые в то время русский архитектор Николай Львов и мастер-каменщик Лука Иванов. В росписи иконостаса и внутренних стен участвовали лучшие живописцы из Москвы. В числе писавших фрески художников был Владимир Боровиковский (автор портретов Павла I, Екатерины II и других именитых лиц Российской империи).
- Церковно — приходская школа конца XVIII века.
- Славгород, почтовая станция середины XIX века. На станции был Пушкин А. С., проездом в 1820 и 1824 годах.
- В окрестностях города находятся стоянки времён каменного века и курганные могильники.
- Братская могила, в парке по ул. Ленинской —  Историко-культурная ценность Республики Беларусь, шифр 513Д000520.
- Славгородский парк — памятник садово-паркового искусства.

### Памятник, скульптура
- Памятный знак «Якорь». До 1945 года Славгород Могилёвской области носил название Пропойск. Слово «пропой» означает «сильный водоворот, образующийся при слиянии рек» (в частности, при впадении Прони в Сож). По судоходному Сожу, наравне с грузовыми баржами, которые таскали бурлаки, начиная с XIX века ходили колёсные пароходы «Чикаго», «Арион», «Восход» и др. Ежегодно пристань Пропойска принимала до 25 торговых судов. Неоценимый вклад для социально-экономического развития города имело строительство в 1834 году магистрали Москва-Варшава, благодаря чему Пропойск стал одним из крупных и оживлённых местечек.
- Памятник — якорь на постаменте. В 2017 году при возведении моста через Сож со дна реки был извлечен якорь. Предположительно, он был выкован на заводе А.И. Бенкендорфа в деревне Старинка, расположенной в 11 км от Славгорода, завод работал в полную мощь с 1840-х по 1860-е годы. Якорь применялся для кораблей, которые строились на Кричевской верфи и ходили в Чёрное море.
- Памятный знак в честь освобождения Славгородского (Пропойский) района от немецко-фашистских захватчиков. Установлен в 1993 году в центре города, около кинотеатра «Родина», к празднованию 50-летия со дня освобождения района от немецко-фашистских захватчиков[40].

## В культуре
- У Константина Симонова есть посвящённое городу стихотворение «Сказка о городе Пропойске» (1943)[5].

## Международное сотрудничество
Города-побратимы
- Арзамас (Россия)